# Římskokatolická farnost Týniště nad Orlicí
Římskokatolická farnost Týniště nad Orlicí je územním společenstvím římských katolíků v rychnovském vikariátu královéhradecké diecéze.

## O farnosti

### Historie
Kostel s plebánií je v Týništi prvně písemně doložen v roce 1361. Tehdy byl kostel zřejmě dřevěný. Současná podoba kostela pochází z roku 1692 s některými mladšími úpravami. V roce 1971 byly do kostela pořízeny nové zvony jako náhrada za původní, zrekvírované za druhé světové války.

#### Přehled duchovních správců
- 1970/1971 R.D. Antonín Dominik Nováček (interkalární administrátor)
  - 1970/1971 P. Metoděj František Minařík, O.Carm. (duchovní správce sester Kongregace Milosrdných sester sv. Kříže v Albrechticích n. Orlicí
- 1972–1990 R.D. Josef Krám (13. 9. 1925 – 7. 10. 1990) (interkalární administrátor)
- 1992–1994 R.D. František Makovec (administrátor ex currendo z Častolovic)
- 1994–1999 R.D. Mgr. Pavel Mistr (administrátor ex currendo z Častolovic)
- 1999–2005 R.D. Mgr. Arnošt Jílek (administrátor ex currendo z Častolovic)
- 2005–2014 R.D. Mgr. Ivan Havlíček (administrátor)
- 2014 (červenec–listopad) D. Bc. Benedikt Rudolf Machalík, O.Praem. (administrátor ex currendo z Kostelce nad Orlicí)
- 2014–2015 R.D. Mgr. Petr Stejskal (administrátor ex currendo z Rychnova nad Kněžnou)
- od 1. června 2015 R.D. ThDr. Zbigniew Żurawski (administrátor)

### Současnost
Farnost má sídelního duchovního správce, který spravuje pouze tuto jedinou farnost.
| Fotografie | Kostel                   | Místo                  | Bohoslužba             | Bohoslužba             | Poznámka        |
| ---------- | ------------------------ | ---------------------- | ---------------------- | ---------------------- | --------------- |
|            | Kostel sv. Jana Křtitele | Albrechtice nad Orlicí | neslouží se pravidelně | neslouží se pravidelně | filiální kostel |
|            | Kostel sv. Vavřince      | Křivice                | 3. neděle v měsíci     | 11.00                  | filiální kostel |
|            | Kostel sv. Mikuláše      | Týniště nad Orlicí     | neděle středa pátek    | 9.00 18.00             | farní kostel    |